# Bernadette Després
Bernadette Després (París, 28 de marzo de 1941-19 de noviembre de 2024) fue una ilustradora y artista de cómics francesa.

## Trayectoria
Estudió en la Escuela Nacional Superior de las Artes Decorativas de París y comenzó su carrera colaborando con la Bayard Presse, en las revistas Pomme d'Api y Okapi, y en diversas editoriales infantiles. Su primer libro, Annie fait les courses, fue publicado en 1965 por la Editorial La Farandole, iniciando su trayectoria en la ilustración de álbumes infantiles. Interesada por la expresión artística de los niños, participó en actividades escolares en torno a sus obras y, a partir de 1973, creó libros-juego junto a Évelyne Reberg, como Ma ville à l’envers (1975). En 1974, se estableció en Givraines (Loiret), donde desarrolló gran parte de su trabajo.
Su obra más conocida es Tom-Tom y Nana, una serie de historietas publicada desde 1977 en la revista J’aime lire, escrita inicialmente por Jacqueline Cohen y, desde 1986, por Évelyne Reberg. Con un estilo visual inspirado en la ingenuidad del dibujo infantil, la serie se convirtió en un fenómeno editorial con más de quince millones de ejemplares vendidos y publicaciones continuadas hasta 2009, que gracias a su éxito fue adaptada también para televisión.
Además de esta serie, ilustró Lulu para la revista Astrapi y numerosos cómics con un enfoque humorístico sobre la vida cotidiana infantil y de sus familias. En marzo de 2024, poco antes de su fallecimiento, participó en el Festival Pop Women, dedicado a visibilizar la creatividad femenina. Després falleció el 19 de noviembre de 2024, a los 83 años.

## Reconocimientos
En 1990, Bernadette Després obtuvo el Premio RTL por Radio casserole et les premiers de la casse, y en 1993 fue galardonada con el Premio Versaele de la Liga de Familias de Bélgica. En 1999, recibió el Premio Alph-Art de literatura infantil (categoría 7-8 años) en el Festival Internacional de la Historieta de Angulema por Dégâts à gogo. Su serie Tom-Tom et Nana fue distinguida en 2001 con el Premio Especial del Público Infantil en el Festival de Darnétal. Un año después, en 2002, fue reconocida con el Grand prix de l'Humour Tendre en el Salón Internacional de Dibujo de Prensa y Humor de Saint-Just-le-Martel. Finalmente, en 2019, recibió un Fauve d'honneur, entregado por Stéphane Beaujean, director artístico del Festival de Angulema, durante la ceremonia de los Premios Découvertes.
El 31 de diciembre de 2020, fue nombrada Caballero de la Legión de Honor en reconocimiento a su trayectoria como autora e ilustradora de obras infantiles, con 56 años de dedicación al oficio. La distinción le fue entregada el 28 de agosto de 2021.

## Obra
- 1965 – Annie fait les courses. Editorial La Farandole.
- 1969 – Valérie fait de la peinture. Editorial La Farandole.
- 1973 – Valérie et la voiture orange. Editorial La Farandole.
- 1973 – Ma rue. Con Jacqueline Cohen. Editorial ODEGE.
- 1976 – Ma petite école. Editorial Bayard.
- 1978 – Nicole et Djamila. Editorial La Farandole.
- 1983 – Loulou trouve-tout. Editorial Bayard.
- 1985 – La Fête de mon école. Editorial Centurion.
- 1985 – Les Chansons que je chante à mes enfants. Editorial Bayard.
- 1985 – Chez moi, c'est comme ça ! EditorialCenturion.
- 1986 – Pinou le lapin de mon école. Editorial Centurion.
- 1987 – Une journée d'été chez grand-père et grand-mère. Editorial Centurion.
- 1987 – Les Mots de Zaza. Editorial Bayard.
- 1992 – La Baguette magique de Yocki-Splock. Editorial Le Sorbier.
- 1992 – Attention ne bougeons plus. Editorial Le Sorbier.
- 1993 – Les Dubronchon et leur Dubronchette. Editorial Bayard.
- 1995 – Passeport pour l'école. Editorial Bayard.
- 1995 – L'Ogre et la Févette. Editorial L'Harmattan.
- 1996 – Disparition à répétition. Editorial Bayard.
- 2003 – Lili Moutarde. Editorial Petit à Petit.
- 2009 – 36 tomes de Tom-Tom et Nana. Extraídos a partir de 1977 en J'aime lire, luego recopilados en álbumes entre 1981 y 2009.
- 2010 – Poucette, Canard et le Petit Pois. Editorial Éponymes.
- 2011 – Albert trouve sa "voix". Con el autor Arnaud Roi. Editorial Adabam.
- 2015 – La Reine des dragons. Editorial Éponymes.